# Ментална аритметикa
Аритметика (од грчког ἀριθμός arithmos, "број") је грана математике која изучава основне особине рачунских операција са бројевима. Појам ментална аритметика подразумева извођење рачунских операција ментално, без додатних помагала, постизањем анзан технике. За увежбавање ове технике, користи се абакус.
Ментална аритметика се базира на употреби древне рачунаљке – абакуса, уз различите вежбе пажње и концентрације које додатно доприносе ефикасности програма. Корисћење рачунаљке – абакуса обема рукама доводи до стимулације обе мождане хемисфере и подизања општих менталних потенцијала детета. Деца која прођу обуку из менталне аритметике у стању су да дају решење за сложене аритметичке операције попут: 148+46+225-79+162-57=… или 468/36= … без икаквих помагала, искључиво мисаоним путем.

## Намена
Абакус је древна источњачка рачунаљка која се састоји од соробана (стубића) и куглица распоређених у две секције (горња и доња). Сваки стубић има своју месну вредност, а положај куглице одређује вредност броја. Познавајући правила рачунских операција и њихових извођења у оквиру абакуса, као и структуру самих бројева, постиже се лакоћа и брзина у извођењу рачуна, а бенефити таквог рада су немерљиви. 
Kод класичног рачунања помоћу папира и оловке, увек почињемо са јединицама, па потом десетицама, стотинама и тало даље… Рачунање на абакусу се одвија супротним смером, почев од колоне са највишом вредношћу, да би се тек постепено сприближавамо ка јединицама. На тај начин се развија природније разумевање величине броја.
Абакус се састоји од правоугаоног оквира, који је разделником подељен на горње и доње поље. Kроз разделник је паралелно нанизано неколико вертикалних стубова на којима се налазе куглице, по једна у горњем и по четири у доњем пољу. Рачунање на абакусу се спроводи померањем куглица, које се сматрају урачунатим уколико су померене према разделнику (куглица из горњег поља ако се помери на доле, а куглице из доњег поља ако су померене према горе). Вредности куглица се мењају редом по стубовима у смеру од десног ка левом, од јединица ка десетицама, стотинама и тако редом. У првом стубцу, куглица из горњег поља има вредност 5, у другом стубцу вредност 50, у трећем 500 и тако редом. Kуглице из доњег поља имају вредност: у првом ступцу 1, у другом 10, трећем 100 и тако редом. Оваквом структуром абакуса, као што смо већ напоменули, могуће је компликоване бројеве приказати на лак и једноставан начин. Рецимо број миллион се на абакусу представља помоћу само једне једине куглице, и то доње куглице у седмом ступцу. На овом примеру можемо сликовито сагледати суштину вредности абакуса, која се огледа у чињеници да он омогућава да се број доживљава као материјални предмет, а не искључиво као апстрактни појам. Тако се сваки број ма колико велик био (под условом да имамо сразмерно велик абакус) може лако и једноставно представити путем одговарајућег распореда куглица...
Рад на рачунаљци код деце развија:
- повећање пажње и концентрације;
- развија се прецизан фокус и постижу се резултати одличног памћења;
- симболичко мишљење;
- аналитичко и синтетичко размишљање;
- маштовитост и креативност у приступу решавања проблема;
- развија способност комбинаторике;
- развијају се и повезују обе хемисфере мозга;
- развија се способност визуализације;[5]
- развијање асоцијативног мишљења;
- синапсе се умножавају и везе међу њима су у снажнијој вези;
- убрзава се мождана активност и постиже се развој свих когнитивних способности.

## Функционална писменост
Фукционална писменост и знање су параметри којима се даје примат на PISA тестовима. Последњих година источњачке земље као што су Кина, Јапан и Кореја дају најбоље резултате. Високој позиционираности на тестовима, између осталог, допринео је рад на абакусу на редовним часовима у основним школама у тим земљама. Ученици наших школа (Република Србија) су давали само одличне резултате у области репродуктивног знања поред многобројних категорија које се мере. Тим стручњака је стога оформио асоцијацију која долази на идеју да подигне квалитет функционалне писмености код ђака и од 2007. године постепено почињу да се уводе промене у дотадашњем начину подучавања ђака. Акценат се ставља на асоцијативно повезивање, продубљивање ускоспецијализованих вештина и изоштравања пажње и фокуса у раду. Циљ је био да се усвојена знања примењују и повезују, а тиме и повећа функционална писменост и функционално знање.
Абакус као популарна рачунаљка доприноси да се бројеви схвате као збир или разлика више њих и стављајући их у везу са куглицама на соробану на тај начин и конкретизују. Приказујући бројеве путем различитог распореда куглица, бројеви се повезују за конкретан предмет и тиме постаје сликовитије, опипљивије и лакше за разумебање. Рад са куглицама укључује активност одређених прстију чиме се провоцирају когнитивни центри у мозгу.

## Функционалност
Сама рачунаљка се састоји од правоуглог рама и разделне преграде која одваја куглице у две секције. У горњој секцији се налази по једна, а у доњој по четири. Стубићи са куглицама су поређани вертикално једни поред других. Тачкице на разделнику означавају класе бројева и помажу оријентацији месних вредности.
Рачунање се спроводи тако што се урачунати бројеви померени према разделнику (доње куглице се померају ка горе, а горња куглица ка доле). Увек се креће од веће месне вредности ка мањој. У класи јединица горња куглица вреди 5, а доње по један. У класи десетица, по истом принципу, горња вреди 50, а доње по 10 и тако редом и на стотине, хиљаде и даље, гледајући здесна улево. Предност је и што се велике декадне јединице као што је милион могу представити само једном куглицом, ако знамо правилно да одређујемо место на абакусу.

## Ментална аритметика из угла науке
Са циљем утврдјивања утицаја менталне аритметике на интелигенцију деце и резултате које она постижу у току образовања, спроведена су многобројна истразивања и објављене разне студије сиром света.
У провинцији Ксињијанг у Кини спроведено је деветогодишње истраживање у периоду 1996 – 2005. године праћен је развој 158 ученика основне школе. Утврдјено је да учење менталне аритметике утиче на:
- повецћње коефицијента интелигенције деце
- повећање капацитета тренутног памћења (веома битне мере за усвајање знања)
- унапредјење успеха у школи и боље оцене из већине предмета (постигнут кроз виши ниво пажње, концентрације, меморије, развијено снажно размишљање и брз одговор, активност, висок ниво ефикасности приликом учења и свеобухватни квалитет усвајања градива)
- повећање брзине читања са разумевањем, као предуслова за ефикаснију обраду информација и уцење.

Заједнички пројекат Медицинског факултета, Националног института за психологију и Института за науку и технологију Јапана, спроведен је са циљем утврдјивања мождане активности експерата менталне аритметике у поредјену са људима који не владају вештином менталне аритметике. Магнетном резонанцом утврдјена је активнија употреба кортекса у случају експерата менталне аритметике, што се доводи у везу са њиховом појачаном употребом неуронских ресурса за визуелно-просторну обраду информација у две димензије.
Истраживачи са Станфорд универзитета и Универзитета у Калифорнији утврдили су да вештина менталне аритметике омогућава изводјење сложених математичких операција коришћењем визуелних ресурса и симултаним складиштењем медјурезултата у радној меморији. Уопстено, вестина укљуцује корисцење разлицитих когнитивних функција у контруисању система симбола за успесно изводјење рацунских операција.

## Ефекти менталне аритметике
Kако Ментална аритметика утиче на развој?
Поред побољшања математичких способности, програм позитивно утиче на развој размишљања и подстиче низ важних вештина и способности. Побољшава се начин на који дете слуша, обрађује и разумева информације; замишља и ствара одређене представе; препознаје детаље; обавља радње и решава проблеме. Програмом се подстиче активација обе мождане хемисфере, нарочито развијајући концентрацију и пажњу, брзо рачунање, одличну меморију, фотографско памћење, аналитичко и логичко размишљење, креативност, машту и способност визуелизације.
Доказано је да ментална аритметика подстиче:
- Развијање пажње, концентрације и моћи упијања
- Развој математичких и логичких вештина
- Развој меморије и опозива података уз максималну ефикасност и минималан напор
- Могућност и навика коришћења више способности истовремено
- Развој здравог расуђивања и јединственог начина размишљања

## Анзан техника
Кроз само неколико десетина минута дневно или пар сати недељно, стиче се вештина брзог рачунања на рачунаљци. Кроз годину дана стиче се способност померањем куглица абакуса ментално, без физичког контакта са рачунаљком. Крајњи исход ј да се
визуализацијом постигне висока способност замишљања и манипулације бројевима и рачунским операцијама, те је могуће у веома кратком временском року изводити математичке рачуне, прецизно и брзо. Ова техника није применљива само на часовима математике, него и у учењу других предмета и садржаја, највише у животу у реалним сиитуацијама системом аналогије.
Способност рачунања у уму (складиштење бројева у уму према одређеном систему) је вештина којом може да савлада готово свако. Многе школе користе различите врсте техника за развијање ове вештине, што вам омогућава да брзо научите рачунање у кратком времену. Уз сталну праксу, овај систем функционише. У Јапану се, систем рачунања у уму (Анзан) практикује већ неколико векова. Ово је посебна техника, различита од познатих, захтева озбиљан дуготрајан рад. Али, као резултат, стечена вештина остаје за цео живот. Развијање анзана, према јапанској техници, укључује фигуративно памћење које се састоји од визуелног, слушног и тактилног памћења. Ако су визуелна и слушна меморија, по правилу, код многих људи добро развијена, онда тактилност развијамо захваљујући сталном раду.
Меморија слике је обично израженија код деце и адолесцената. Код одраслих водећа меморија по правилу није фигуративна, већ логична. Стога је најидеалније за учење техника соробана и анзана старост од 7-14 година. Абакус се може користити за такве аритметичке прорачуне као сто су сабирање, одузимање, множење, дељење, као и за издвајање квадратног корена помоћу вишецифрених и децималних бројева.
Редовним развојем техника соробана и анзана, дете паралелно развија свој ментални потенцијал, рефлексе, памћење, концентрацију, снагу воље, издржљивост, самопоуздање, адекватност и осећај успеха.